# Henri Justamant
Henri Justamant (* 29. März 1815 in Bordeaux, Frankreich; † 1890 in Parc Saint-Maur, Frankreich) war ein französischer Tänzer, Choreograf und Ballettmeister.

## Leben
Henri Justamant war der Älteste von drei Söhnen des Auguste Justamant und seiner Ehefrau Marie, geb. Ricard. Ein Text von 1893 berichtet, dass er Schüler der "célèbres chorégraphes français Henry et Blache" gewesen ist. Seine Laufbahn begann er an den Theatern von Marseille, Bordeaux und Nantes, um dann von 1849 bis 1861 so erfolgreich am Grand Théâtre de Lyon als Choreograf zu wirken, dass etliche seiner Arbeiten später vom Théâtre de la Monnaie in Brüssel übernommen wurden.
In den 1860er Jahren war Justamant vor allem in Paris tätig, wo er nacheinander die Ballets de la Porte-Saint-Martin, de l’Opéra, de la Gaîté und des Folies Bergère leitete. Als Premier Maître de Ballet an der Pariser Oper in der Spielzeit 1868/69 schuf er die Choreographie zum Divertissement in der Neufassung der Oper Faust von Charles Gounod.
Auch im Ausland war Justamant als Choreograph tätig, vor allem in Brüssel und London, aber auch mit einer Choreographie in Berlin. Am Royal Alhambra Theatre in London schuf Justamant u. a. 1877 die Choreographien für die englische Uraufführung von Jacques Offenbachs Orphée aux Enfers. Bis zu seinem Tod 1890 arbeitete Justamant weiter für das Théâtre des Folies Bergère in Paris.

## Bedeutung
Noch 1893 galt Justamant als "d’un des plus grands chorégraphes du siècle". Weil sich die internationale Ballett-Geschichtsschreibung im 20. Jahrhundert für das Frankreich des 19. Jahrhunderts vor allem auf die Choreographen der Pariser Oper konzentrierte, wo er nur kurz gewirkt und kein eigenes großes eigenständiges Ballett aufgeführt hatte, geriet sein Schaffen zunehmend in Vergessenheit. Erst ca. 100 Jahre nach seinem Tod begann die Wiederentdeckung durch die Tanzwissenschaft, wobei vor allem sein umfangreiches schriftlich fixiertes Œuvre von über 190 bisher aufgefundenen Inszenierungsnotaten der von ihm aufgeführten Ballette wichtige Aufschlüsse über die choreographische Praxis des 19. Jahrhunderts übermittelt. Aus seinem 1893 versteigerten Nachlass gelangten die handschriftlichen Bücher mit den Aufzeichnungen seiner Ballette im Laufe der Jahrzehnte in diverse Bibliotheken und Archive; größere Konvolute befinden sich in der Bibliothèque nationale de France, der Jerôme-Robbins-Dance-Collection der New York Public Library und der Theaterwissenschaftlichen Sammlung der Universität zu Köln. Seine Notation der Giselle ist 2008 als Faksimile im Druck erschienen.